# East Midlands Airport
East Midlands Airport (IATA: EMA, ICAO: EGNX) är en internationell flygplats i East Midlands, England. Flygplatsen är belägen nära Castle Donington i nordvästra Leicestershire, mellan Loughborough (16 km), Derby (20 km)  och Nottingham (23 km). Leicester ligger 32 km åt söder och Lincoln 69 km åt nordost. Den betjänar hela East Midlands-regionen Leicestershire, Nottinghamshire, Lincolnshire, Northamptonshire, Rutland och Derbyshire. Flygfältet byggdes ursprungligen som en Royal Air Force-bas känd som RAF Castle Donington 1943, innan den byggdes om till en civil flygplats 1965.
East Midlands Airport har etablerat sig som ett nav för lågprisflygbolag som Jet2.com och Ryanair och researrangörer som TUI Airways, som betjänar en rad inhemska och europeiska kortdistansdestinationer. Passagerarantalet toppade 2008 med 5,6 miljoner men har minskat till cirka 3,2 miljoner 2022, vilket gör den till den 11:e mest trafikerade flygplatsen i Storbritannien av passagerartrafik. Som ett centralt flygfraktsnav, det var den näst mest trafikerade flygplatsen i Storbritannien för godstrafik 2016, efter London-Heathrow.
Flygplatsen ägs av Manchester Airports Group (MAG), den största brittiskägda flygplatsoperatören, som kontrolleras av de tio storstadskommunerna i Greater Manchester, med Manchester City Council som besitter den kontrollerande andelen.

## Historik
RAF Castle Donington öppnades som en Royal Air Force-bas 1943, under andra världskriget. Flygfältet var utrustat med tre betongbanor, tillsammans med två hangarer, och var ett satellitflygfält till RAF Wymeswold, beläget cirka 14 km åt sydost. Inledningsvis användes flygfältet av 28 Operational Training Unit, utbildning av RAF Bomber Command-besättningar på Vickers Wellington, och därefter av 108 Operational Training Unit, senare omdöpt till 1382 Transport Conversion Unit, som utbildade RAF Transport Command-besättningar på Douglas Dakota. Flygfältet stängdes och flygvapnets station avvecklades 1946.

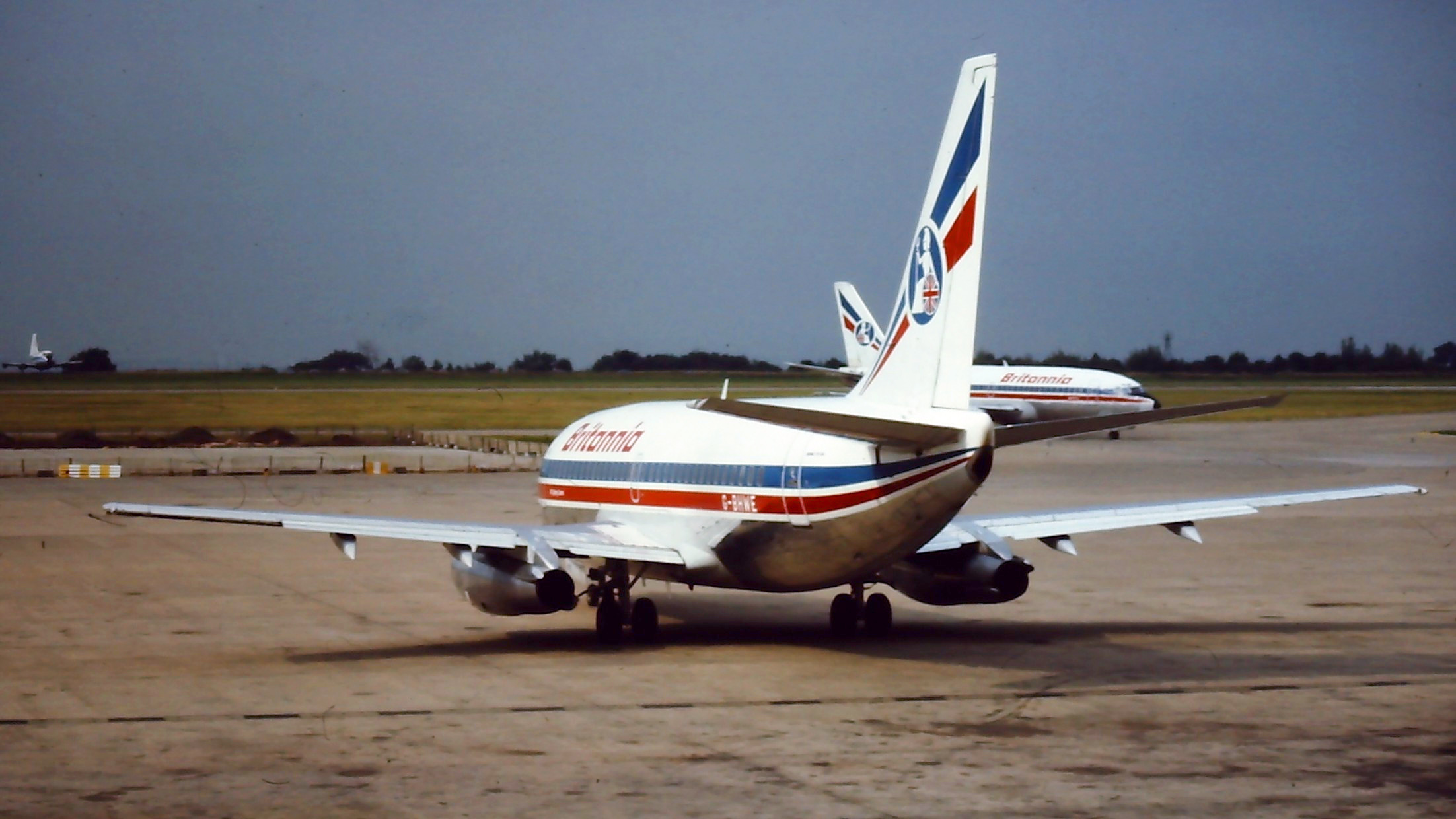
Britannia Airways Boeing 737 för charterflyg 1982

En grupp lokala myndigheter köpte den tidigare RAF-basen 1964, då ett betydande rekonstruktions- och investeringsprogram för landningsbanor lanserades. Flygfältet döptes om till East Midlands Airport för att spegla området det betjänade och öppnade för passagerare i april 1965.
Fram till 1982, när huvudkontoret flyttade till Donington Hall, hade British Midland sitt huvudkontor på flygplatsen. BMI hade också sin underhållsbas där.
År 1993 köpte National Express flygplatsen från de lokala myndigheterna. Med Bournemouth Airport såldes den till Manchester Airports Group i februari 2001. År 2004 döptes flygplatsen kontroversiellt om till Nottingham East Midlands Airport. Förändringen varade dock inte länge, och den 8 december 2006 återfördes flygplatsens namn till East Midlands Airport.
EasyJet upphörde att fungera från flygplatsen den 5 januari 2010. Det tillkännagavs dock den 13 april 2011 att Bmibaby skulle stänga sina baser i Manchester och Cardiff och flytta en extra service till East Midlands flygplats med ökade frekvenser och nya rutter för sommaren 2012. Det tillkännagavs bara drygt ett år senare, den 3 maj 2012, att Bmibaby skulle lägga ner och upphöra med all verksamhet i september 2012, med ett antal tjänster som lades ner från juni. Moderbolaget, International Airlines Group, angav stora förluster och misslyckandet med att hitta en lämplig köpare som skäl för beslutet.
Under 2016 hanterade Heathrow 1,54 miljoner ton frakt och post, jämfört med 300 100 ton i East Midlands. DHL Aviation har en stor specialbyggd anläggning hos EMA, och budföretagen United Parcel Service (UPS) och TNT använder flygplatsen som bas för att importera och exportera frakt.
Den 4 mars 2020 gick Flybe in i administrationen, och EMA meddelade att alla flyg var inställda med omedelbar verkan, följande dag.
Sommaren 2020 meddelade Aer Lingus att de skulle börja flyga till Belfast, som drivs av Stobart Air, och ta över den rutt som en gång trafikerades av Flybe, tills deras kollaps i början av 2020. I juni 2021 kollapsade Stobart Air och fick avbryta rutten. Senare i månaden meddelade easyJet att de skulle ta över Belfast-rutten och flyga ofta till Belfast International Airport. Detta var den första easyJet-rutten som tillkännagavs från East Midlands sedan de stoppade trafiken från flygplatsen i januari 2010.

## Flygbolag och destinationer
Följande flygbolag har reguljära reguljära flyg- och fraktflyg till och från East Midlands:
| Flygbolag          | Destinationer |
| ------------------ | --- |
| Aer Lingus         | Belfast–City |
| Aurigny            | Seasonal: Guernsey |
| BH Air             | Seasonal: Burgas, Sofia |
| Blue Islands       | Jersey |
| Eastern Airways    | Paris–Orly Seasonal: Newquay |
| Jet2.com           | Alicante, Antalya, Faro, Fuerteventura, Funchal, Gran Canaria, Lanzarote, Málaga, Tenerife–South Seasonal: Bodrum, Burgas, Corfu, Dalaman, Dubrovnik, Geneva, Girona, Heraklion, Ibiza, Izmir, Jersey, Kefalonia, Kos, Kraków, Larnaca, Malta, Menorca, Naples (begins 24 May 2024), Palma de Mallorca, Paphos, Prague, Reus, Reykjavík–Keflavík, Rhodes, Salzburg, Santorini, Skiathos, Verona, Zakynthos |
| Ryanair            | Alicante, Barcelona, Belfast–International, Bergamo, Berlin, Dublin, Faro, Fuerteventura, Gran Canaria, Knock, Kraków, Lanzarote, Łódź, Málaga, Malta, Prague, Riga, Rome–Ciampino, Rzeszów, Tenerife–South, Wrocław Seasonal: Bergerac, Budapest, Carcassonne, Chania, Corfu, Girona, Limoges, Menorca, Murcia, Palma de Mallorca, Pisa, Reus, Rhodes, Treviso, Valencia                                  |
| Southwind Airlines | Seasonal: Antalya (begins 2 April 2024) |
| TUI Airways        | Alicante, Gran Canaria, Hurghada, Lanzarote, Málaga, Sal, Sharm El Sheikh, Tenerife–South Seasonal: Antalya, Chambéry, Corfu, Dalaman, Dubrovnik, Enfidha, Faro, Heraklion, Ibiza, Kefalonia, Kittilä, Kos, Larnaca, Menorca, Naples, Palma de Mallorca, Paphos, Rhodes, Salzburg, Santorini, Skiathos, Turin (begins 24 December 2023), Zakynthos                                                         |